# Deister (Schiff, 1921)
Die Deister war ein mit 1746 BRT vermessener Frachtdampfer, der 1929 in der Nähe von Porto auflief und sank. 22 Menschen kamen dabei ums Leben.
Die Deister wurde 1921 bei der Werft Howaldtswerke in Kiel für Carl Wohlenberg in Hamburg gebaut. Dieser verkaufte das Schiff 1924 an die Reederei Rabien & Stadtlander mit Sitz in Bremen.
Nach dem Auslaufen aus dem Vorhafen von Porto lief das Schiff am 3. Februar 1929 beim Queren einer Bank südlich der Duero-Barre auf und sank. Es wurde durch die Brandung überflutet. Die Mannschaft rette sich zunächst in die beiden Masten. Tausende Zuschauer mussten hilflos zusehen, wie die meisten Männer von einem großen Brecher über Bord gespült wurden. Die Masten brachen, das Ruderhaus zerbarst und die restlichen Männer fanden den Tod. Am Nachmittag hatte die Brandung das Schiff vollständig zerschlagen. 17 Opfer wurden geborgen und auf dem Friedhof von Porto beerdigt, fünf blieben auf See.